# Сакатепекский чатино
Сакатепекский чатино (Chatino de San Marcos Zacatepec, Chatino de Zacatepec, Zacatepec Chatino) — индейский язык Месоамерики, один из разновидностей языка чатино ото-мангской семьи языков. Он не понятен для других разновидностей чатино, но близок к горному чатино. Язык назван так в честь деревни Сан-Маркос-Сакатепек, также на нём говорят в деревне Хукила на юго-востоке мексиканского штата Оахака.